# Hoàng Sơn (quận)
Hoàng Sơn (chữ Hán giản thể: 黄山区, âm Hán Việt: Hoàng Sơn khu) là một quận của địa cấp thị Hoàng Sơn, tỉnh An Huy, Cộng hòa Nhân dân Trung Hoa. Quận này được lập năm 1987 từ huyện Thái Bình thuộc Huy Châu. Hoàng Sơn, một di sản thể giới nằm ở huyện này.
Quận Hoàng Sơn có diện tích 1669 km², dân số 160.000 người. Mã số bưu chính của Hoàng Sơn là 242700. Về mặt hành chính, quận này được chia thành 6 trấn, 8 hương. Huyện lỵ đóng tại trấn Cam Đường. 
- Trấn: Cam Đường, Bình Hồ, Tiên Nguyên, Tiêu Thôn, Đàm Gia Kiều, Thàng Khẩu.
- Hương: Cảnh Thành, Tam Khẩu, Tân Phong, Vĩnh Phong, Tân Hoa, Long Môn, Tân Minh, Ô Thạch.